# Agrupació europea de cooperació territorial
L'Agrupació europea de cooperació territorial o AECT és un instrument de cooperació establert pel Parlament europeu i el Consell, el juliol de 2006. Amb personalitat jurídica, el seu objectiu és respondre als desafiaments en l'àmbit de la cooperació territorial al si de la Unió Europea, i facilitar i promoure la cooperació transfronterera, transnacional i interregional entre els seus membres.
Les AECT també són conegudes per les seves sigles en anglès EGTC (European Grouping of Territorial Coopération), en francès GECT (Groupement européen de coopération territoriale) o en italià igualment GECT (Gruppo europeo di cooperazione territoriale).

## Història
El Parlament europeu i el Consell de la Unió Europea van establir, a través del Reglament CE n°1082/2006 de 5 juliol de 2006, l'agrupació europea de cooperació territorial (AECT) amb la finalitat de facilitar la cooperació territorial superant les fronteres estatals. Aquesta avançada voluntat política europea dona suport concret als objectius del Comitè de les Regions per desenvolupar una Política regional de la Unió Europea a través de diverses àrees transfrontereres.
Moltes estructures de cooperació preexistents (de caràcter estrictament transfronterer o transnacional) s'han reconvertit adoptant aquesta entitat jurídica que són les AECT, ja que així, amb personalitat jurídica pròpia reconeguda per les instàncies europees, els és molt més fàcil d'interlocutar-hi i d'obtenir subvencions i ajuts.

### AECT existents
D'ençà d'aquest Reglament del 2006, les AECT són la base jurídica que existeix a la Unió Europea per a tot tipus de cooperació transfronterera, de manera que hi ha una gran diversitat d'institucions transfrontereres que han adoptat aquesta forma de personalitat jurídica. Tant pot tractar-se d'una Euroregió, com d'un Eurodistricte, com d'una petita mancomunitat local o una AECT temàtica entorn d'un únic objectiu concret de cooperació (com per exemple l'AECT Hospital transfronterer de la Cerdanya).
En total, existeixen actualment 26 AECT de les quals 23 són de durada indefinida i 3 de durada determinada.

### AECT en projecte
Un cert nombre d'AECT estan en projecte. Entre aquests projectes hi ha particularment l'Euroregió Alps-Mediterrània que va ser creat el 10 d'octubre de 2007 entre les régions de Provença – Alps – Costa Blava i Roine-Alps a França, i les regions del Piemont, Vall d'Aosta, i Ligúria a Itàlia, les quals han funcionat fins ara amb una base jurídica diferent. L'estructura en forma d'AECT reforça els elements de la cooperació entre els seus membres i augmenta la visibilitat del grup davant les institucions europees, a través de la seva presència en el Comitè de les Regions.
El Parc nacional de Mercantour (França) i els Alps Marítims Parco (Itàlia) han creat per la seva banda una AECT per formalitzar el primer Parc Natural Europeu, el Parc Natural Marittime - Mercantour. L'altra especificitat de l'AECT és que portarà a tots dos parcs, amb altres quatre socis, a ser candidat a la taula de posicions en el Patrimoni de la Humanitat de la UNESCO: "Els Alps del Mar".
El 30 de gener de 2014, en una visita a Estrasburg, François Hollande expressa la idea d'un "campus europeu '. La idea fou acceptada el 19 de febrer de 2014 pel Consell de Ministres franco-alemany reunit a París. El 7 de juliol de 2015, reunits a Metz, una conferència ministerial franco-alemany convocada per Harlem Désir i el seu homòleg alemany Michael Roth, en presència d'Alain Beretz, president de la Universitat d'Estrasburg i de Hans-Jochen Schiewer, rector de la Universitat de Friburg de Brisgòvia i president d‘EUCOR, anuncia la creació de campus europeu que reuneix universitats EUCOR sota una AECT.

## Creació, composició i estatuts
Una AECT es pot compondre d'Estats membres de la Unió, de col·lectivitats regionals o locals, d'altres organismes de dret públic, o d'associacions d'organismes pertanyents a una de les categories precitades i situades en el territori de com a mínim dos Estats membres.
La decisió de crear una AECT es pren per iniciativa dels seus membres. Cada un d'ells ho adverteix a l'Estat sota la llei del qual es va crear, i li transmet el projecte de conveni i els estatuts. Sobre la base dels documents presentats, l'Estat l'autoritza a adherir-se definitivament a l'AECT en qüestió, però també pot negar-li'n la participació si considera que no respecta la legislació nacional o el Reglament europeu que estableix les AECT.
Els membres de l'AECT adopten per unanimitat una convenció indicant el nom, la llista de membres, el lloc de la seu, el territori que abraça, l'objectiu, la missió i la durada (alguns poden donar-se una durada determinada i prou).
Sobre la base d'aquest Conveni s'adopten els estatuts de l'AECT, que concreten:
- les disposicions operatives dels seus òrgans de govern, les seves funcions i la composició, així com els procediments de decisió de l'AECT;
- l'idioma (o idiomes) de treball;
- les modalitats del seu funcionament (gestió de personal, els procediments de contractació, la naturalesa dels contractes de personal, ...)
- les condicions de la contribució financera dels membres i les normes pressupostàries i comptables,
- els termes de la responsabilitat dels membres,
- les autoritats responsables de la designació d'un organisme d'auditoria externa independent,
- els procediments de modificació dels estatuts.

## Missions
Les tasques realitzades per l'AECT s'especifiquen en el conveni acordat pels seus membres. Les seves funcions haurien de ser responsabilitat de cada membre en la seva legislació nacional. Com a part d'aquestes tasques, l'AECT ha de facilitar i promoure la cooperació territorial (és a dir, transfronterera, transnacional i/o interregional) per reforçar la cohesió econòmica i social.

## Organització i funcionament
L'AECT es regeix pel reglament (CE) n°1082/2006 i per les disposicions del Conveni fundacional i els seus estatuts; i, en els temes no especificats per les regulacions abans esmentades, es regeix per les lleis de l'Estat membre en què l'AECT tingui la seva seu.
L'AECT tindrà com a mínim una assemblea, composta per representants dels seus membres, i un director, que representarà l'AECT i actuarà en nom seu. Els òrgans addicionals s'han de predir i es descriuen en els estatuts.
La preparació dels comptes i, si escau, l'informe anual d'acompanyament i de l'auditoria i la publicació d'aquests comptes, es regiran per les lleis de l'Estat membre on l'AECT tingui la seva seu.